# Kształt miłości
Kształt miłości (styl. KSZTAŁT MIŁOŚCI) – singel polskego rapera Young Igiego, który został wydany 21 listopada 2024 za pomocą wytwórni LoveLanguageRecords za pośrednictwem Def Jam Recordings Poland. Gościnnie na utworze pojawiła się bambi.

## Twórcy
Opracowano na podstawie materiałów źródłowych.
- Young Igi – tekst, wokal
- bambi – tekst, wokal
- Sergiusz – produkcja, kompozycja
- 2K – produkcja, kompozycja
- francis – produkcja, kompozycja
- Piotr Zegzuła – miks, mastering
- Jacek Drużkowski – produkcja wykonawcza

## Lista utworów
- Digital download[2]

1. „Kształt miłości” – 3:14

## Teledysk
Do utworu powstał teledysk, który udostępniono 22 listopada 2024 za pośrednictwem serwisu YouTube.

## Notowania

### Pozycje na listach tygodniowych
| Kraj   | Lista                    | Pozycja |
| ------ | ------------------------ | ------- |
| Polska | OLiS – single w streamie | 14      |
| Polska | Billboard Poland Songs   | 12      |